# 書目數據庫
书目数据库是存储书目信息的数据库，數據庫中的書目信息除了图书信息外還包括学术期刊、報紙、会议论文集、报告、专利等信息。  联机计算机图书馆中心曾經是世界上最大的书目数据库。